# Capitoli di Oshi no ko - My Star

Copertina del primo volume dell'edizione italiana del manga, raffigurante Ai Hoshino

Questa è la lista dei capitoli di Oshi no ko - My Star, manga scritto da Aka Akasaka e disegnato da Mengo Yokoyari. La serie è stata pubblicata dal 23 aprile 2020 al 14 novembre 2024 a cadenza settimanale sulla rivista Weekly Young Jump di Shūeisha; la casa editrice ha raccolto inoltre periodicamente i capitoli pubblicati in volumi tankōbon.
L'edizione italiana è stata pubblicata da Edizioni BD, sotto l'etichetta J-Pop, dal 30 marzo 2022 al 25 giugno 2025.

## Volumi 1-10
| 1  | 17 luglio 2020 | ISBN 978-4-08-891650-7 | 30 marzo 2022     | ISBN 978-88-349-0947-8                                                      |
| 1  | Capitoli - 1. La madre e i figli (母と子?, Haha to ko) - 2. Il fratello maggiore e la sorella minore (兄と妹?, Ani to imōto) - 3. La babysitter (ベビーシッタ?, Bebīshittā) - 4. La costruzione di un sorriso (笑顔の作り方?, Egao no tsukurikata) - 5. Il regista e l'attrice (監督と女優?, Kantoku to joyū) - 6. Gli attori bambini (子役達?, Koyaku-tachi) - 7. Se hai paura di cadere, cadrai senz'altro (転ぶの恐れれば余計に転ぶ?, Korobu no osorereba yokei ni korobu) - 8. Ai Hoshino parte prima (星野アイ前編?, Hoshino Ai zenpen) - 9. Ai Hoshino parte seconda (星野アイ後編?, Hoshino Ai kōhen) - 10. Introduzione (イントロダクション?, Intorodakushon) |                        |                   |                                                                             |
| 2  | 16 ottobre 2020 | ISBN 978-4-08-891717-7 | 19 maggio 2022    | ISBN 978-88-349-1002-3                                                      |
| 2  | Capitoli - 11. Audizione (オーディション?, Ōdishon) - 12. La terza opzione (三つ目の選択肢?, Mittsume no sentakushi) - 13. Formalità (手続き?, Tetsudzuki) - 14. Connessioni (コネクション?, Konekushon) - 15. Il drama (漫画原作ドラマ?, Manga gensaku dorama) - 16. Doti attoriali (演技力?, Engi-ryoku) - 17. Regia (演出?, Enshutsu) - 18. Un piccolo elogio (小さな称賛?, Chīsana shōsan) - 19. Il corso artistico (芸能科?, Geinō-ka) - 20. Un nuovo membro (加入?, Kanyū) |                        |                   |                                                                             |
| 3  | 19 febbraio 2021 | ISBN 978-4-08-891801-3 | 13 luglio 2022    | ISBN 978-88-349-1079-5                                                      |
| 3  | Capitoli - 21. Il reality show romantico (恋愛リアリティショー?, Ren'ai Riariti Shō) - 22. Idol autoproclamatasi (自称アイドル?, Jishō Aidoru) - 23. Lasciare il segno (爪痕 Tsumeato?) - 24. Cercarsi su Twitter (エゴサーチ?, Ego sāchi) - 25. Le fiamme divampano (炎上?, Enjō) - 26. La tempesta (嵐?, Arashi) - 27. Brusio (バズ?, Bazu) - 28. Entrare nel personaggio (役作り?, Yaku tsukuri) - 29. Copia perfetta (完コピ?, Kan kopi) - 30. La prima volta (初めて?, Hajimete) |                        |                   |                                                                             |
| 4  | 19 maggio 2021 | ISBN 978-4-08-891872-3 | 7 settembre 2022  | ISBN 978-88-349-1142-6                                                      |
| 4  | Capitoli - 31. hashtag amoreidolo (今ガチ?, Ima gachi) - 32. Un'età appropriata (適正年齢?, Tekisei nenrei) - 33. Motivazione (モチベーション?, Mochibēshon) - 34. Il membro di punta (センター?, Sentā) - 35. Senso di responsabilità (責任感?, Sekinin-kan) - 36. La notte prima (前夜?, Zen'ya) - 37. Pressione (プレッシャー?, Puresshā) - 38. Un fan dell'intero gruppo (箱推し?, Hako oshi) - 39. Un lavoro sufficientemente divertente (ちょっと楽しいお仕事?, Chotto tanoshī oshigoto) - 40. Competitività (負けず嫌い?, Makezugirai) |                        |                   |                                                                             |
| 5  | 18 agosto 2021 | ISBN 978-4-08-892056-6 | 9 novembre 2022   | ISBN 978-88-349-1214-0                                                      |
| 5  | Capitoli - 41. Presentazione (顔合わせ?, Kaoawase) - 42. Lettura di gruppo (読み合わせ?, Yomiawase) - 43. Il lato debole del triangolo (負けヒロイン?, Make Hiroin) - 44. La visita (見学?, Kengaku) - 45. Telefono senza fili (伝言ゲーム?, Dengon Gēmu) - 46. La sala del teatro (箱?, Hako) - 47. Una visita sul posto di lavoro (職場訪問?, Shokuba hōmon) - 48. Il momento critico (修羅場?, Shuraba) - 49. La riscrittura (リライティング?, Riraitingu) - 50. Recitazione emotiva (感情演技?, Kanjō engi) |                        |                   |                                                                             |
| 6  | 19 novembre 2021 | ISBN 978-4-08-892135-8 | 18 gennaio 2023   | ISBN 978-88-349-1835-7                                                      |
| 6  | Capitoli - 51. Deduzione (考察?, Kōsatsu) - 52. Lui e lei (カレシカノジョ?, Kareshi kanojo) - 53. Flirt (軟派?, Nanpa) - 54. Punto d'attrito (対立軸?, Tairitsu-jiku) - 55. Si alza il sipario (開幕?, Kaimaku) - 56. L'inizio delle ostilità (緒戦?, Shosen) - 57. Un dannato incapace (ヘタクソ?, Heta kuso) - 58. Crescita (成長?, Seichō) - 59. Ammirazione (憧れ?, Akogare) - 60. Il sole (太陽?, Taiyō) |                        |                   |                                                                             |
| 7  | 18 febbraio 2022 | ISBN 978-4-08-892224-9 | 15 marzo 2023     | ISBN 978-88-349-1942-2                                                      |
| 7  | Capitoli - 61. Adattabilità (受け?, Uke) - 62. Improvvisazione (アドリブ?, Adoribu) - 63. L'attrice geniale (天才役者?, Tensai yakusha) - 64. L'innesco (トリガー?, Torigā) - 65. Rimorso (後悔?, Kōkai) - 66. Cala il sipario (閉幕?, Heimaku) - 67. Uscita di gruppo (飲み会?, Nomikai) - 68. Liberazione (開放?, Kaihō) - 69. Room Tour (ルームツアー?, Rūmu Tsuā) - 70. Fiamma (火?, Hi) |                        |                   |                                                                             |
| 8  | 17 giugno 2022 | ISBN 978-4-08-892363-5 | 21 giugno 2023    | ISBN 978-88-349-2058-9 (ed. regolare) ISBN 978-88-349-2249-1 (ed. limitata) |
| 8  | Capitoli - 71. Cavalcavia (歩道橋?, Hodōkyō) - 72. Libertà (自由?, Jiyū) - 73. Smart (スマート?, Sumāto) - 74. Takachiho (高千穂?, Takachiho) - 75. Madre e madre (母親と母親?, Hahaoya to hahaoya) - 76. Il video musicale (MV?, MV) - 77. Riunione (再会?, Saikai) - 78. Sfruttamento (利用?, Riyō) - 79. Compito (役目?, Yakume) - 80. Preghiera (願い?, Negai) |                        |                   |                                                                             |
| 9  | 19 ottobre 2022 | ISBN 978-4-08-892429-8 | 19 luglio 2023    | ISBN 978-88-349-2210-1                                                      |
| 9  | Capitoli - 81. Progressi (躍進?, Yakushin) - 82. La notte delle B-Komachi (B小町の夜?, B-Komachi no yoru) - 83. Prendere a cuore (入れ込み?, Irekomi) - 84. Vendere un'idea (売り込み?, Urikomi) - 85. Freddi calcoli (打算?, Dasan) - 86. L'aiuto regista (AD?, AD) - 87. Menzogne (空音?, Sorane) - 88. Offerta (オファー?, Ofā) - 89. Cosplay (コスプレ?, Kosupure) - 90. Rispetto (コンプライアンス?, Konpuraiansu) |                        |                   |                                                                             |
| 10 | 19 gennaio 2023 | ISBN 978-4-08-892535-6 | 13 settembre 2023 | ISBN 978-88-349-2211-8                                                      |
| 10 | Capitoli - 91. Scavando a fondo (深堀り?, Fukaboriri) - 92. Espiazione (禊?, Misogi) - 93. Leak (リーク?, Rīku) - 94. Decollo (躍進?, Yakushin) - 95. Cecità (盲目?, Mōmoku) - 96. Rose bianche (白薔薇?, Shirosōbi) - 97. Insieme (一緒に?, Issho ni) - 98. Smarrire la strada (道を外す?, Michi o hazusu) - 99. Bevuta (飲み?, Nomi) - 100. Affari (営業?, Eigyō) |                        |                   |                                                                             |

## Volumi 11-16
| 11 | 17 marzo 2023 | ISBN 978-4-08-892630-8                                                      | 8 novembre 2023 | ISBN 978-88-349-1317-8                                                      |
| 11 | Capitoli - 101. Una situazione imbarazzante (窮地?, Kyūchi) - 102. Idol e amore (アイドルと恋愛?, Aidoru to ren'ai) - 103. Lo scandalo (スキャンダル?, Sukyandaru) - 104. Contromisure (対策?, Taisaku) - 105. L'articolo (記者?, Kisha) - 106. Rottura (決裂?, Ketsuretsu) - 107. Amici (友達?, Tomodachi) - 108. Il piano (計画?, Keikaku) - 109. Notte (夜?, Yoru) - 110. Tutto inizia da qui (それが始まり?, Sore ga hajimari) |                                                                             |                 |                                                                             |
| 12 | 19 luglio 2023 | ISBN 978-4-08-892780-0                                                      | 7 febbraio 2024 | ISBN 978-88-349-2404-4                                                      |
| 12 | Capitoli - 111. Culto del denaro e passione (拝金と情熱?, Haikin to jōnetsu) - 112. Guardando al futuro (未来に向けて?, Mirai ni mukete) - 113. Lavoro commerciale (商業作品?, Shōgyō sakuhin) - 114. Audizione autogestita (個人間オーディション?, Kojin-kan ōdishon) - 115. Il ruolo (役?, Yaku) - 116. Responsabilità (責任?, Sekinin) - 117. Panda (パンダ?, Panda) - 118. Messa in moto (始動?, Shidō) - 119. Madre biologica (実母?, Jitsubo) - 120. Mancanza di capacità (実力不足?, Jitsuryokubusoku) |                                                                             |                 |                                                                             |
| 13 | 17 novembre 2023 | ISBN 978-4-08-893002-2                                                      | 29 maggio 2024  | ISBN 978-88-349-2543-0 (ed. regolare) ISBN 978-88-349-2874-5 (ed. limitata) |
| 13 | Capitoli - 121. Sarina Tendoji (天童寺さりな?, Tendōji Sarina) - 122. Il dottor Goro (せんせ?, Sense) - 123. Una pessima mossa (悪手?, Akushu) - 124. Ribaltamento (反転?, Hanten) - 125. Splendore (眩?, Mabayu) - 126. Amministrazione (マネジメント?, Manejimento) - 127. Reclutare una ragazzina (ガールスカウト?, Gārusukauto) - 128. La lettura del copione (本読み?, Hon yomi) - 129. Il pezzo mancante (ピース?, Pīsu) - 130. La strategia di base (基本戦術?, Kihon senjutsu) - Oshi No Ko - Interludi |                                                                             |                 |                                                                             |
| 14 | 18 aprile 2024 | ISBN 978-4-08-893172-2                                                      | 28 agosto 2024  | ISBN 978-88-349-2716-8 (ed. regolare) ISBN 978-88-349-2902-5 (ed. limitata) |
| 14 | Capitoli - 131. Espiazione (贖罪?, Shokuzai) - 132. Nino (ニノ?, Nino) - 133. Recitazione (芝居?, Shibai) - 134. Il profondo del cuore (奥底?, Okusoko) - 135. Al suo fianco (傍?, Hata) - 136. Litigio (喧嘩?, Kenka) - 137. Idolo (偶像?, Gūzō) - 138. Espiare (清算?, Seisan) - 139. L'aspetto fisico (ルッキズム?, Rukkizumu) - 140. Va bene così? (正しいですか??, Tadashīdesu ka?) - 141. Reazione a catena (連鎖?, Rensa) |                                                                             |                 |                                                                             |
| 15 | 18 luglio 2024 | ISBN 978-4-08-893303-0                                                      | 30 ottobre 2024 | ISBN 978-88-349-2971-1                                                      |
| 15 | Capitoli - 142. Responsabilità (責任?, Sekinin) - 143. La tua fan sfegatata (全肯定オタク?, Zen kōtei otaku) - 144. Fan dell'originale (原作ファン?, Gensaku fan) - 145. Bambini (子供たち?, Kodomo-tachi) - 146. Il ruolo (役柄?, Yakugara) - 147. Desiderio (願い?, Negai) - 148. La fine dell'estate (夏の終わり?, Natsu no owari) - 149. Al mare (海にて?, Umi nite) - 150. Il coltello (ナイフ?, Naifu) - 151. Catchball (キャッチボール?, Kyatchi Bōru) - 152. Intervista (インタビュー?, Intabyū) |                                                                             |                 |                                                                             |
| 16 | 18 dicembre 2024 | ISBN 978-4-08-893474-7 (ed. regolare) ISBN 978-4-08-893575-1 (ed. limitata) | 25 giugno 2025  | ISBN 978-88-349-3332-9 (ed. regolare) ISBN 978-88-349-3333-6 (ed. limitata) |
| 16 | Capitoli - 153. Finzione (フィクション?, Fikushon) - 154. Una bugia durata 15 anni (１５年の嘘?, Jūgo-nen no uso) - 155. Lieto fine (ハッピーエンド?, Happī Endo) - 156. Meme (MEMe?) - 157. Anche una giornata in cui non devo fare nulla è meravigliosa (なんにもない日、すてきな日?, Nan'nimo nai ji, sutekinahi) - 158. Una pietra preziosa (宝石?, Hōseki) - 159. Risonanza (共振?, Kyōshin) - 160. Eye (Eye?) - 161. Futuro (未来?, Mirai) - 162. Aqua Hoshino (星野アクア?, Hoshino Akua) - 163. Tu (君?, Kimi) - 164. Cala il sipario (終幕?, Shūmaku) - 165. E poi... (そして?, Soshite) - 166. Stelle (星?, Hoshi) - Capitolo extra |                                                                             |                 |                                                                             |